# ديد آيلاند: ريبتايد
ديد آيلاند: ضد التيار(بالإنجليزية: Dead Island: Riptide)‏ هي لعبة فيديو من نوع أكشن تقمص الأدوار ورعب البقاء من تطوير Techland ونشر Deep Silver. صدرت في 23 أبريل 2013 لبلاي ستيشن 3 وإكس بوكس 360 ومايكروسوفت ويندوز.
اللعبة هي تتمة لديد آيلاند (2011)، حيث يحاول مجموعة أشخاص الهروب من جزيرة يسيطر عليها الزومبي.
حصلت اللعبة على مراجعات متباينة من النقاد، الذين معظمهم مدحوا طريقة اللعب، لكنهم انتقدوا عدم اصلاح الأخطاء الموجوة في الجزء السابق وعدم احتوائها قصة جديدة.